# Василів (Білоцерківський район)
Васи́лів — село в Білоцерківському районі Київської області. Входить до складу Узинської міської громади.

## Історія
Село Василів засноване в 16 столітті за сприяння його власника — князя Януша Острозького. Входило до складу Кухмістрівщини.
У 1598 році Януш Острозький віддає Василів у власність Трипільським, яким він був винен значну суму, присуджену з нього по процесу за грабежі в маєтках Трипільських, їм Острозьким вироблені. Але в 1600 році Павло Дорогостайський позиває до Трипільських і вимагає повернення йому Василівщини, яка йому судом і повернута. Павло Дорогостайський мав одну дочку, яка видана була за Андрія Фірлея, воєводу Белзького. Фірлей і його дружина померли, не залишивши дітей, а тому всі їхні маєтки дістались сестрі Фірлея — Анні, яка була в шлюбі з Казимиром Тарновським.
Під час Коліївщини через село проходив повстанський отаман Микита Швачка.
З часу окупації Росією Василівщина була конфіскована в казну, так як Казимир Тарновський був ворожий російському уряду і виїхав за кордон. Але по поверненні з-за кордону Тарновського, який був хрещеним сином імператриці, маєток йому повернуто. Потім негайно їм продано шамбеляну Проскурі, по смерті якого Василівом послідовно володіли дружина його Юзефа і молодший син Антон Васильківський. суддя, який продав в 1828 році Василів Никодиму Романовичу Левандовському. Межі колишнього Василівського маєтку при графах Тарновських і при шамбеляні Проскурі були великі. У них входили такі села і селища: Василів, Макиївка, Перегонівка, а також староства Германівське і Кагарлицьке.
Поблизу села Піщаної в 10-ти верстах від Білої Церкви, лежав і в ХІХ столітті на поверхні землі білий камінь, який жителями визнався за граничний знак Василівщини від Білоцерківщини у давній час. У Васильові в якому землі числилося 1 528 десятин; осіб обох статей православних 671, римських католиків 22 і євреїв 60. У 1740 році у Василеві було тільки 28 дворів, в 1793 — 30 і 338 душ обох статей. Старожитності Василева становлять городище, обнесене валом і замок на острові.
Похилевич Л. І. «Сказания о населённых местностях Киевской губернии» писав: «У Василеві ще в минулому столітті графами Тарновськими побудований кам'яний латинський костел, в ім'я Іоанна Хрестителя, який тепер вважається парафіяльним. Спочатку в ньому відправлялося богослужіння греко-католиками». Зараз костел зруйнований, а кладовище, на якому ховали парафіян костелу було радянською владою перетворене в колгоспне поле.
Клірові відомості та метричні книги церкви Успіння Пресвятої Богородиці м-ка Василів Василівської волості Васильківського пов. Київської губ. зберігаються в ЦДІАК України. http://cdiak.archives.gov.ua/baza_geog_pok/church/vasy_002.xml [Архівовано 11 березня 2022 у Wayback Machine.]
В 1919 р. село було майже знищене бандою, що орудувала на цій території.
В 1926 році утворений колгосп.
Село постраждало внаслідок Геноциду-Голодомору українського народу, проведеного урядом СССР 1932—1933 роках. З клірових відомостей можна встановити, що у селі Василів перед голодомором мешкало понад 2000 осіб. За свідченнями очевидців, загальна кількість померлих становить понад 600 жителів. На цвинтарі в 1996 році на місці поховання встановлений пам'ятний знак — металевий хрест.

## Сучасний стан
Населення — близько 300 осіб. Масове безробіття. Виїжджають на заробітки до Обухова та Києва. У селі будується православна церква. Діти їздять на навчання у сусіднє село Макіївка.

## Також
- Перелік населених пунктів, що постраждали від Голодомору 1932—1933 (Київська область)

## Джерело
- Облікова картка на сайті ВРУ[недоступне посилання з червня 2019]
- Wasylów // Słownik geograficzny Królestwa Polskiego. — Warszawa : Druk «Wieku», 1893. — Т. XIII. — S. 141. (пол.)

| Україна | Це незавершена стаття з географії України. Ви можете допомогти проєкту, виправивши або дописавши її. |